# Babyrousa
Il babirussa (Babyrousa Perry, 1811) è un  mammifero della famiglia dei suidi. Le specie ad esso ascritte vivono solo su Sulawesi (isola dell'Indonesia) e su alcune isole vicine, e sono note per le loro lunghe zanne che fuoriescono dal muso. Anche se in passato tutti i babirussa venivano raggruppati in un'unica specie, oggi se ne distinguono quattro forme diverse, tra cui una estinta.

## Etimologia
Il termine «babirussa» deriva dall'unione di due parole malesi che significano, rispettivamente, «cervo» e «maiale».

## Descrizione

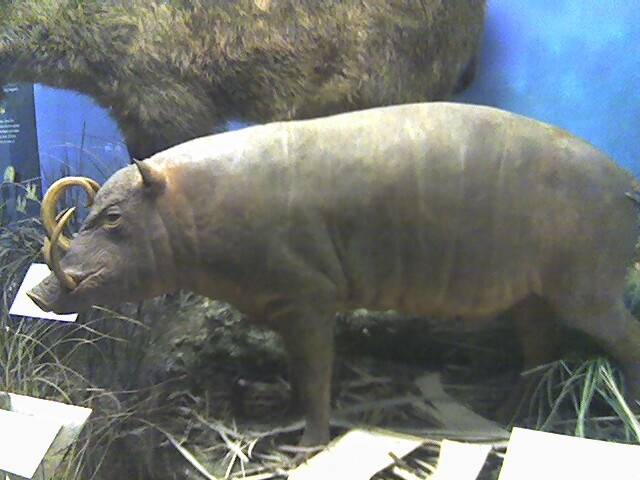
Babirussa con zanne chiaramente visibili.

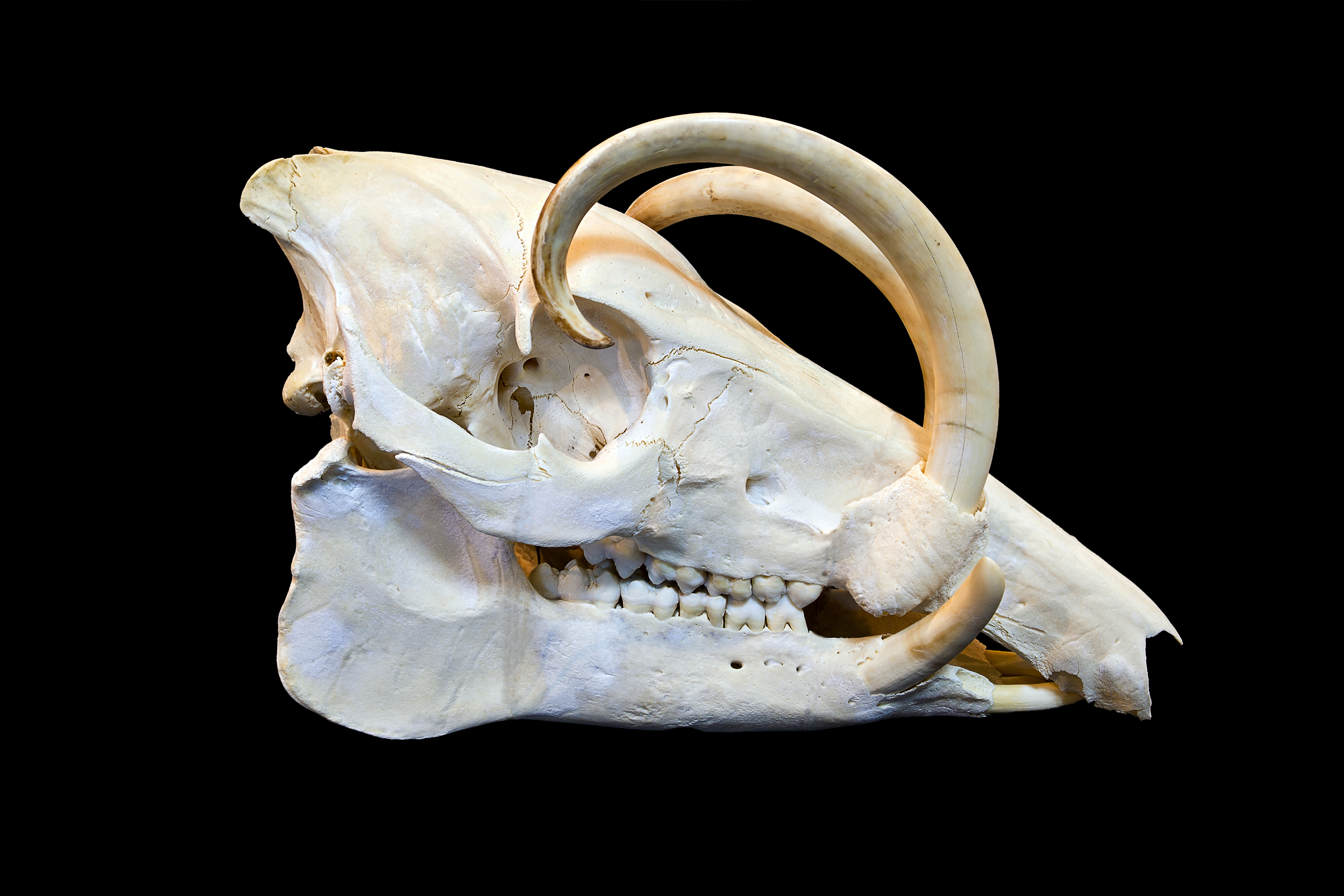
Il cranio dell'animale.

La caratteristica più evidente dei babirussa sono le zanne, più grandi di quelle di qualsiasi altro suide. I canini superiori non crescono nella cavità orale, ma verso l'alto; trafiggono la carne e la pelle del muso e si inarcano all'indietro fino alla fronte. Nei maschi la lunghezza totale di questi denti può superare i 30 cm. Le femmine hanno zanne molto più corte, così come corti sono i canini della mascella inferiore in entrambi i sessi. Crescono anch'essi verso l'alto, ma sporgono lateralmente dalla bocca. In rari casi, possono crescere in avanti, a mo' di pugnale. A causa dei frequenti combattimenti tra i maschi, non è raro trovare in natura esemplari con le zanne spezzate.
I babirussa hanno una lunghezza testa-tronco di circa 88–107 cm, ai quali va aggiunta una coda di 28–32 cm. L'altezza al garrese è di 65–80 cm, mentre il peso può raggiungere i 100 kg. La pelle, scarsamente ricoperta di peli setolosi, è bruno-grigiastra nella parte superiore e biancastra in quella inferiore, dove il bianco può spingersi talvolta fino alle labbra. Spesso la pelle del collo e dell'addome può essere solcata da molte pieghe. Il corpo è arcuato nella regione dorsale, e assai massiccio nella parte superiore; le zampe sono relativamente lunghe e sottili.

## Distribuzione e habitat

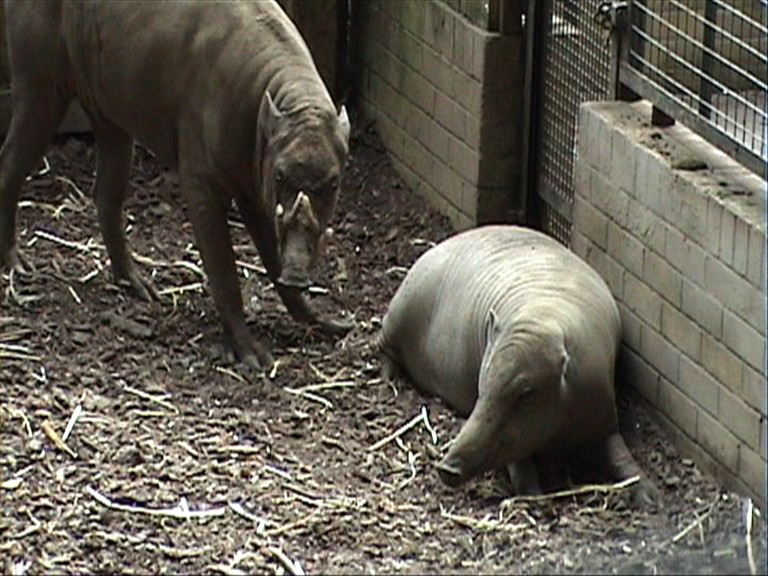
Maschio e femmina di babirussa.

I babirussa sono endemici dell'isola indonesiana di Sulawesi e di alcune isole vicine, come le Togian. Una specie vive anche su un'isola delle Molucche, Buru, ma sembra essere stata introdotta qui dall'uomo. Il loro habitat è costituito dalla foresta pluviale tropicale.

## Biologia
I babirussa sono creature diurne e vanno in cerca di cibo al mattino. Per spostarsi più velocemente, creano una serie di sentieri nel fitto del sottobosco. In cattività costruiscono dormitori di paglia per dormire, ma non è noto se questo comportamento valga anche per gli esemplari che vivono in libertà. Vivono in gruppi di al massimo otto animali, costituiti per lo più da femmine e dalla loro prole. I maschi spesso conducono un'esistenza solitaria.
Le zanne non consentono ai babirussa di grufolare nel terreno come maiali, pertanto essi si nutrono di foglie e frutti caduti.

### Riproduzione
Nella stagione degli amori i maschi combattono ferocemente per il diritto di accoppiarsi con le femmine. Tuttavia, è raro che si feriscano, dal momento che le zanne sono di solito rivolte all'indietro. La femmina può partorire due volte l'anno. Il periodo di gestazione è di circa cinque mesi, trascorsi i quali nascono uno o due piccoli, che sono molto precoci e in grado di assumere cibo solido entro 10 giorni dopo la nascita. Raggiungono la maturità sessuale tra i cinque e i dieci mesi. La maggiore età di questi animali documentata in cattività è di 24 anni.

## Rapporti con l'uomo

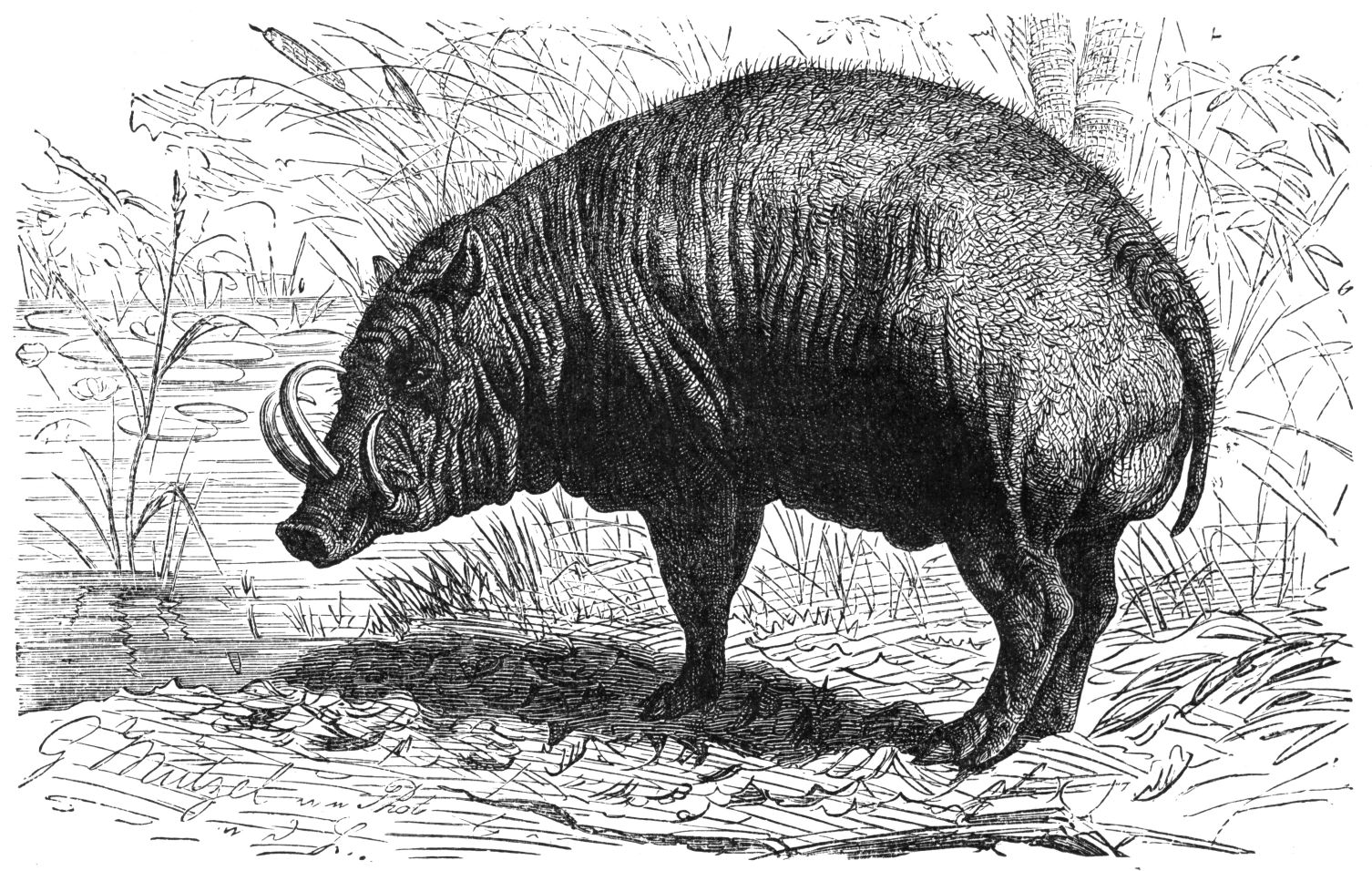
Disegno di babirussa.

I babirussa sono stati cacciati e addomesticati dagli abitanti di Sulawesi da tempo immemorabile. Tuttavia, un domesticamento vero e proprio non si è mai verificato, in quanto gli esemplari in cattività di solito non si riproducono. Sono stati raffigurati in pitture rupestri vecchie di 39.900 anni rinvenute vicino a Maros, nel sud di Sulawesi, in Indonesia.
Attualmente la popolazione selvatica viene stimata sui circa 4000 esemplari, e questi animali vengono classificati dalla IUCN come «vulnerabili» (Vulnerable) o «in pericolo» (Endangered) a seconda della specie.
I babirussa sono gli unici mammiferi conosciuti in cui i denti fuoriescono attraverso la pelle. Tuttavia, i fori di uscita non si infettano mai. Sono quindi oggetto di ricerche mediche volte a capire la causa di questa immunità. I risultati potrebbero avere utili riscontri nell'ingegneria biomedica.
Nell'agosto 2006, nello zoo di Copenaghen, sono nati quattro ibridi in seguito all'accoppiamento tra un maschio di babirussa e una femmina di maiale di razza danese. Gli incroci, tuttavia, sono molto improbabili, a causa della lontana parentela tra le due specie, e finora, a parte questo caso, non sono mai stati scientificamente documentati altri episodi simili.

## Tassonomia
Come già accennato, attualmente vengono distinte quattro specie recenti di babirussa. Tuttavia, questa classificazione deve essere considerata come provvisoria, in quanto non sono stati ancora effettuati studi genetici dettagliati.
Le specie riconosciute sono:
- Babyrousa babyrussa Linnaeus, 1758, il babirussa delle Molucche, originario dell'isola di Buru e delle vicine isole Sula. Dal momento che queste isole non appartengono all'areale originario dei babirussa, gli animali che vi vivono sono probabilmente i discendenti di una specie sconosciuta, attualmente estinta, proveniente da Sulawesi;
- Babyrousa celebensis Deninger, 1909, il babirussa di Sulawesi, l'unica specie attualmente presente su quest'isola;
- Babyrousa togeanensis Sody, 1949, il babirussa delle Togian, diffuso esclusivamente su queste isole;
- Babyrousa bolabatuensis Hoojer, 1950, il babirussa di Bola Batu, noto unicamente a partire dai resti di alcune ossa risalenti all'Olocene rinvenute nella parte sud-occidentale di Sulawesi e probabilmente estinto[5].

Dal Pleistocene, invece, proviene un'altra specie fossile conosciuta, B. (b.) beruensis.